# Outrageous Temptations
Outrageous Temptations is het zeventiende muziekalbum van de Amerikaanse fluitist Tim Weisberg. Het verscheen op het platenlabel Cypress Records, een onderdeel van A & M Records. Weisberg keerde hiermee terug naar zijn eerste platenlabel. Met dit album verstevigde Weisberg zijn samenwerking met David Benoit. Dat Weisberg kon teren op "oude roem" bleek uit de meespelende gastmusici. Het album werd uitgebracht op elpee, Compact cassette en compact disc; deze laatste verscheen op 25 oktober 1990.

## Musici
- Tim Weisberg – dwarsfluit
- David Benoit – keyboards
- Mike Landau, Steve Lukather (van Toto), Russ Freeman – gitaar
- Lee Sklar (Phil Collins), Neil Stubenhaus, Bill Lanphier – basgitaar
- Jeff Porcaro (Toto), Tony Morales, Vinnie Calinta – slagwerk
- Luis Conte (Madonna, Pat Metheny) – percussie
- Amy Holland – zang
- Jeff Day, David Paich (Toto), Michael McDonald (Doobie Brothers) - zang

## Composities
1. Outrageous temptations (Freeman, Benoit) (4:34)
2. Promise me (Larry Cohen) (4:31)
3. Never give up (Holland, Day) (3:50)
4. Windseason (Benoit) (4:59)
5. Margarita (Todd Robinson) (3:45)
6. Castaways (Freeman) (4:20)
7. Guitar Etude nr 2 (Benoit, Freeman) (3:40)
8. Aruba (Freeman) (4:31)
9. Grandview (Robinson) (3:28)
10. Duet for Dorothy (Benoit,Weisberg) (5:12)